# Blut gegen Blut II
Blut gegen Blut II ist das fünfte Soloalbum des Rappers Massiv. Es erschien am 28. Januar 2011 über Massivs Label Al Massiva. Die CD ist der Nachfolger zum 2006 erschienenen ersten Teil Blut gegen Blut.

## Titelliste
1. Intro – 1:48
2. Roll das Rr – 3:16
3. Gangster-Entertainmentpark – 2:49
4. Eisenstahl in unseren Boots – 2:25
5. Ghettolied 2011 – 4:02
6. Wir randalieren im Knast (feat. Farid Bang & Hengzt) – 5:41
7. Ashraf Rammo – 3:03
8. Massaka-Kokain (feat. Haftbefehl) – 3:43
9. Schutzgeldmelodie (feat. Beirut) – 3:37
10. Die Sterne, die aufs Ghetto knallen (feat. Silla) – 3:15
11. Komma, Komma, Kiss – 2:50
12. Wedding 65 (feat. Beirut) – 2:26
13. Showtime Pt. II – 2:44
14. Unter der Erde (feat. Basstard & Orgi69) – 3:46
15. Blas den Lauf meiner AK (feat. Beirut) – 2:29
16. Wenn die Druckwelle kommt – 2:35
17. Kragen runter, Ketten rein – 2:50
18. 100.000 Kinder träumen – 2:45
19. Hart und gerecht (feat. Saad) – 3:35
20. Kalaschnikows und Handgranaten – 2:26
21. 3..2..1..lauf! (feat. Nazar) – 2:31
22. Der Immigrant in Handschellen – 2:51
23. Wenn der Asphalt brennt (feat. Automatikk) – 4:49
24. King of the Ring – 2:54
25. Outro – 2:00

## Gastbeiträge
Auf dem Album befinden sich zehn Gastbeiträge, die sich auf neun Titel erstrecken. Als einziger Künstler ist Massivs Labelkollege Beirut, der seit 2007 auf jedem Album Massivs vertreten ist, zweimal auf Blut gegen Blut II zu hören. Er unterstützt Massiv bei den Titeln Schutzgeldmelodie und Wedding 65. Zwei weitere Featurings gibt es auf Wir randalieren im Knast. Dort übernehmen German-Dream-Rapper Farid Bang und der Berliner Rapper Bass Sultan Hengzt je eine Strophe. Ein weiterer Song, Massaka-Kokain, entstand mit Unterstützung vom Offenbacher Hip-Hop-Künstler Haftbefehl. Auch Die Sterne, die auf's Ghetto knallen enthält eine fremde Strophe, die von Silla eingerappt wurde. Es handelte sich um die erste Zusammenarbeit der beiden seit 2006, als Massiv zweimal auf Sillas Album Massenhysterie vertreten war. Der Track Unter der Erde entstand mit den beiden Berliner Rappern Basstard
, mit dem Massiv 2006 das Kollaboalbum Horrorkore Mixtape Teil 1 veröffentlichte, und King Orgasmus One. Ein weiterer Gastbeitrag befindet sich auf Hart und gerecht. Dieser Titel entstand mit dem ehemaligen ersguterjunge-Rapper Baba Saad. 3..2..1..lauf! basiert auf einer Zusammenarbeit mit dem österreichischen Künstler Nazar. Zuletzt ist auf Wenn der Asphalt brennt das Hip-Hop-Duo Automatikk vertreten. Dabei rappen die beiden Mitglieder Rokko81 und Atillah78 je eine Strophe.

## Produzenten
Der Hauptteil vom Album wurde vom Hannoveraner Musikproduzenten Abaz produziert. Er zeigte sich für die Beats von Intro, Roll das Rr, Wir randalieren im Knast, Ashraf Rammo, Massaka-Kokain, Wedding 65, Showtime Pt. II, Blas den Lauf meiner AK (mit Johann S. Kuster), Wenn die Druckwelle kommt, Kragen runter, Ketten rein, 100.000 Kinder träumen, Kalaschnikows und Handgranaten, Wenn der Asphalt brennt, King of the Ring, Outro und in Zusammenarbeit mit Beatkingz für Unter der Erde verantwortlich. Beatkingz steuerte zudem die Musik zu Hart und gerecht bei. Weitere Produktionen stammten von Johann S. Kuster, der die musikalischen Untermalungen von Gangster-Entertainmentpark, Ghettolied 2011, Schutzgeldmelodie, Komma, Komma, Kiss, Der Immigrant in Handschellen sowie in Zusammenarbeit mit Max P. Prieß Eisenstahl in unseren Boots, mit Abaz Blas den Lauf meiner AK und mit Undercover Molotov Die Sterne, die auf's Ghetto knallen bei. Zuletzt produzierte RAF Camora gemeinsam mit Hamudi von der Produzentengruppe The Royals den Titel 3..2..1..lauf!.
Der Beat-Mix wurde von Nuri Singör, Johann S. Kuster, Abaz und RAF Camora übernommen. Nuri Singör mixte Intro, Roll das Rr, Wir randalieren im Knast, Ashraf Rammo, Massaka-Kokain, Showtime Pt. II, Wenn die Druckwelle kommt, Kragen runter, Ketten rein, 100.000 Kinder träumen und Wenn der Asphalt brennt. Er war auch für den Vocal-Mix von Eisenstahl in unseren Boots (mit Johann S. Kuster) und 100.000 Kinder träumen sowie – bis auf das Intro gemeinsam mit Johann S. Kuster – für die Soundeffekte von Roll das Rr, Eisenstahl in unseren Boots, Wir randalieren im Knast, Ashraf Rammo, Massaka-Kokain, Showtime Pt. II, Kragen runter, Ketten rein, Wenn der Asphalt brennt und Outro verantwortlich. Abaz mischte die Beats von Wedding 65, Unter der Erde und Kalaschnikows und Handgranaten (gemeinsam mit Johann S. Kuster). RAF Camora übernahm den Beat- und Vocal-Mix von 3..2..1..lauf! und fügte ihm die Soundeffekte bei, die er auch in Kragen rein, Ketten raus einbrachte. Die restlichen Nachbearbeitungen übernahm Johann S. Kuster.

## Illustration
Das Cover des Albums zeigt Massiv mit nacktem Oberkörper im Vordergrund. Dabei sind diverse Tätowierungen ersichtlich. Um seine beiden Unterarme sind zwei Ketten gewickelt. Im oberen Teil des Hintergrunds ist in weißer Farbe der Schriftzug Massiv zu sehen. In der unteren Bildhälfte ist das rote Logo von Blut gegen Blut II abgebildet.

## Vermarktung

### Freetracks
Ende September 2010 wurde der Titel Eisenstahl in unseren Boots als Freetrack veröffentlicht. Der Titel diente der Überbrückung der Wartezeit des Albums.

### Videos
Zu Blut gegen Blut II wurden insgesamt sechs Musikvideos veröffentlicht. Im November 2010 wurde ein Video zum Song Schutzgeldmelodie produziert, das von Los Banditos Films gedreht wurde und über HipHop.de Premiere feierte.
In der Woche der Albumveröffentlichung startete das Web-TV AggroTV die Serie Aggro Alarm: Massiv, bei der täglich Videos von Massiv ausgestrahlt wurden. Als erstes Video der Reihe wurde der Titel Massaka-Kokain mit Haftbefehl ausgekoppelt. Ein weiterer Clip wurde als sogenanntes Spit-Video zu den Titeln Roll das Rr, Ghettolied 2011 und Blas den Lauf meiner AK veröffentlicht. Am Veröffentlichungstag des Albums wurde auch eine Videosingle zu Die Sterne, die auf's Ghetto knallen ausgekoppelt. Der Song enthält einen Gastbeitrag von Silla. Gemeinsam mit Beirut präsentierte Massiv im Rahmen der Web-Serie Halt die Fresse zudem den Song Wedding 65. Das Video gehörte ebenfalls zur Alarm-Woche von AggroTV.
Zuletzt veröffentlichte Massiv Anfang März ein Video zu 100.000 Kinder träumen.

### Charterfolg
Blut gegen Blut II erreichte in der 7. Kalenderwoche der deutschen Albumcharts Platz 22.  Nach einer weiteren Woche in den Charts verfehlte es danach die Top 100. In den österreichischen Charts konnte sich das Album am 11. Februar 2011 auf Platz 42 klassieren. Danach verfehlte es die Top 100. In der Schweizer Hitparade platzierte sich der Tonträger in der Verkaufswoche auf Rang 32.

### Indizierung
Die Bundesprüfstelle für jugendgefährdende Medien indizierte das Album ab dem 30. Juni 2011 und nahm es auf die Liste A auf. Ausschlaggebend für die Indizierung seien insbesondere die Titel Wir randalieren im Knast, Blas den Lauf meiner AK und Wedding 65.
Nach Ansicht der BpjM schildere der Tonträger einen auf Gewalt und Kriminalität basierenden Lebensstil und verbreite sehr jugendaffin die Botschaft, dass geringster Widerstand mit hemmungsloser Gewalt beantwortet und gebrochen werden könne. In der 31-seitigen Begründung wurde darüber diskutiert, ob es sich dabei um eine Persiflierung des Gangsterrap-Genres handle. Der Gesamtauftritt von Massiv deute aber darauf, dass es ihm hauptsächlich darum gehe, ein hartes und kompromissloses Bild als ernst zu nehmender Gangsterrapper zu schaffen. Ein weiterer Indizierungsgrund seien die verschiedenen Perspektivwechseln (bspw. die deskriptive Ghettoberichterstattung, andererseits die Rolle des Gewalttäters), die dazu sorgen könnten, dass Jugendliche aus dem beschrieben Milieu Gewalt als gegeben und unausweichlich hinnehmen und nicht mehr in Frage stellen. Das Gremium (...) schätzt die Art der Gewaltdarstellung (...) als im Grenzbereich zu diesem straftatbestand liegend ein. Die CD war deshalb gemäß § 18 Abs. 2 Nr. 1 JuSchG in Teil A der Liste aufzunehmen.